# 普雷里城 (伊利諾伊州)
普雷里城（英語：Prairie City）是位於美國伊利諾伊州麥克多諾縣的一個村落。

## 地理
普雷里城的座標為40°37′15″N 90°27′49″W / 40.62083°N 90.46361°W，而該地最高點為海拔高度204米（即669英尺）。

## 人口
根據2010年美國人口普查的數據，普雷里城的面積為2.63平方千米，當中陸地面積為2.63平方千米，而水域面積為0.00平方千米。當地共有人口379人，而人口密度為每平方千米144人。